# 리처드 케이브즈

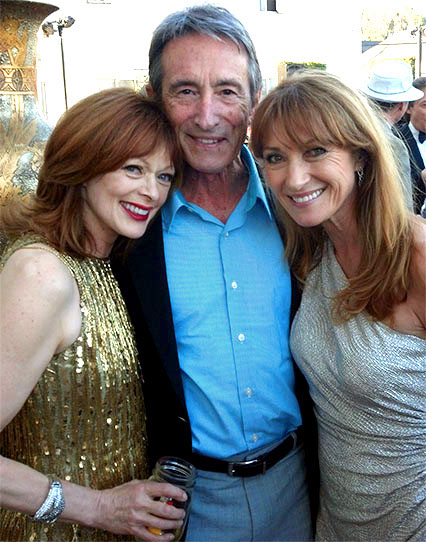

리처드 차베스(Richard Chaves, 영어 발음: /ˈtʃɑːvɛs/, 1951년 10월 9일 ~ )는 미국의 배우이다.
잭슨빌에서 태어났다.

## 영화
- 다크 하우스 (2009년)
- 바자 런 (1996년)
- 나이트 아이 2 (1991년)
- FBI (1989년)
- 굿바이 베트남 (1988년)
- 우주 전쟁 (1988년)
- 디어 아메리카 (1987년)
- The Gambler, Part III: The Legend Continues (1987)
- 프레데터 (1987년) - 판초 라미레즈 역
- 페널티 페이즈 (1986년)
- 위트니스 (1985년) - 형사 역
- 파이어 온 더 마운틴 (1981년)